# Una vez un hombre
Una vez, un hombre es una película mexicana de fantasía y Ciencia Ficción dirigida por Guillermo Murray, en 1971. Fue protagonizada por Héctor Bonilla, Enrique Rambal y Helena Rojo
.

## Argumento
Daniel (Héctor Bonilla) es un hombre joven que trabaja en una fábrica de juguetes. Es de buen corazón, y tiene la costumbre de regalarles a los niños del barrio los juguetes defectuosos que la fábrica suele desechar, hábito que genera conflictos con su jefe (Víctor Alcocer) quien, sin embargo lo tolera debido a que Daniel es muy cercano a su hijo.
Daniel vive felizmente casado con su joven esposa Susana (Helena Rojo), y planean su vida juntos. De forma paralela, Don Felipe (Enrique Rambal), el sepulturero local, dueño de una marmolería y alquimista secreto, descubre con una lente especial que un extraño asteroide está cercano a la Tierra, y en él se encuentra una versión "moderna" de las tres Parcas romanas, en la película representadas por mujeres maduras que ven las vidas de las personas en un proyector portátil o "moviola", y al azar, cortan con unas grandes tijeras la cinta de película que representa la vida de la persona en cuestión, causándole la muerte.
Don Felipe, más conocido como "Doctor Noviembre" por los habitantes locales, se da cuenta del incremento de muertes en la región, decesos causados por las Parcas, y comienza a trazar un plan para evitarlos.
Daniel se ve conmocionado por la repentina e inexplicable muerte del hijo de su patrón (causada por las Parcas) durante un día de pesca, y entra en un estado depresivo, cuestionándose el sentido de la vida. Comienza a leer libros sobre la muerte y la magia, y a tornarse irritable y distante con sus seres más cercanos. Llega al punto en el que lo suspenden temporalmente en su trabajo y comienza a predicar extrañas ideas en la calle, o en el transporte, la gente tomándolo por loco o poseído. Es incluso arrestado, siendo su fianza pagada por el Doctor Noviembre, quien le explica la situación y decide entrenarlo para volar hacia el asteroide y acabar con las Parcas.
El entrenamiento con el Doctor Noviembre aísla casi por completo a Daniel de su esposa y el resto del pueblo. Mediante alquimia, el Doctor confecciona un traje espacial y los efluvios necesarios para poder viajar al espacio, así mismo, enseña a Daniel otras artes perdidas, supuestamente heredadas de Paracelso, antepasado del Doctor.
Susana se siente abandonada, más aún porque revela a su madre que está embarazada; en uno de esos momentos de soledad, es cuando el Doctor y Daniel espían a las Parcas, quienes se preparan para cortar otra vida. Cuando Daniel se da cuenta de que se trata nada menos que de una decepcionada Susana, por motivos no explicados en la película, pero aparentemente resultado del entrenamiento del Doctor, Daniel se eleva por los aires y llega volando al asteroide, profiriendo un grito que al parecer hace que tanto la moviola como las tijeras dejen de funcionar.
Daniel se presenta ante las mujeres como un técnico que puede reparar la falla de la moviola; las Parcas, extrañadas, lo dejan pasar e incluso le ofrecen un té; Daniel repara la falla; las parcas le ofrecen una recompensa, a lo que Daniel pide que le den la película de la vida de Susana; las mujeres se niegan, pero le permiten que esconda la película en lo más remoto del gran archivo que mantienen. Sin embargo, le advierten que ellas toman películas al azar.
Quedando las Parcas agradecidas con Daniel, le permiten regresar a la Tierra; mientras vuela, sólo los niños pueden verlo, quedando los adultos confundidos ante la conducta de los menores. Daniel aterriza, emocionado, diciéndole al Doctor Noviembre que la respuesta es el amor, y corre hacia su casa para reunirse con Susana. Don Felipe, perplejo, destruye su lente en la palma de su mano.
Daniel regresa a su casa, retomando su vida saliendo a caminar con Susana, ahora sabiendo que esperan un hijo.

## Trivia
- Es constante el uso del Theremin para los efectos de sonido y musicalización de la película.
- La temática de la película (la muerte, en general) es un tópico recurrente de la época, dada la cercanía de eventos tales como la matanza de estudiantes en Tlatelolco en 1968, y el llamado "Halconazo" en 1971.

## Reparto
- Héctor Bonilla como Daniel.
- Helena Rojo como Susana.
- Enrique Rambal como Don Felipe Bombast/Doctor Noviembre.
- Víctor Alcocer como El jefe de la fábrica.
- Pedro Armendáriz Jr. como Suárez.

- Asistente de dirección: José Luis González de León
- Ingeniero de sonido: Heinrich Henkel
- Edición: Máximo Sánchez
- Efectos especiales: Enrique Gordillo
- Estudios y Laboratorios: Cinematográfica Marte, S.A.
- Fotografía: Xavier Cruz
- Música: Héctor Quintanar